# Albrecht (Sachsen-Eisenach)

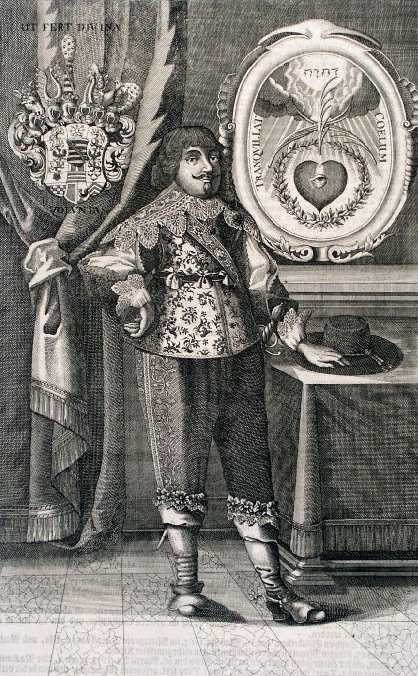
Herzog Albrecht von Sachsen-Eisenach

Herzog Albrecht von Sachsen-Eisenach (* 27. Juli 1599 in Altenburg; † 20. Dezember 1644 in Eisenach) war ein deutscher Adeliger.

## Leben
Herzog Albrecht war der sechste Sohn von Herzog Johann von Sachsen-Weimar und dessen Ehefrau Dorothea Maria von Anhalt. Die Herzöge Johann Ernst d. J. von Sachsen-Weimar, Friedrich von Sachsen-Weimar, Wilhelm IV. von Sachsen-Weimar, Johann Friedrich von Sachsen-Weimar, Ernst I. von Sachsen-Gotha und Bernhard von Sachsen-Weimar waren seine Brüder.
Seinen ersten Unterricht erhielt Herzog Albrecht durch den Hofmeister Friedrich von Kospoth. Später studierte er gleich seinen Brüdern an der Universität Jena.
Kurz vor seiner Abreise 1619 nahm ihn Fürst Ludwig I. von Anhalt-Köthen in die Fruchtbringende Gesellschaft auf. Er verlieh ihm den Gesellschaftsnamen der Unansehnliche und das Motto bringt den edelsten Saft. Als Emblem wurde Herzog Albrecht ein beschnittener Weinstock zugedacht. Im Köthener Gesellschaftsbuch findet sich sein Eintrag unter der Nr. 17.
In den Jahren 1619 bis 1621 absolvierte er in Begleitung seines Bruders Herzog Johann Friedrich seine Cavalierstour. Diese führte die beiden durch Frankreich und die Schweiz. Mit dabei waren auch der Hofmeister Hans Bernd von Botzheim sowie der Hofrat Tobias Adami.
Nach seiner Rückkehr 1621 war Herzog Albrecht bis 1626 hauptsächlich mit Regierungsaufgaben beschäftigt. Dabei vertrat er auch seine abwesenden Brüder. 1627 wurde er zum Administratoren der thüringischen Ordensballei berufen.
Am 24. Juni 1633 heiratete er Dorothea von Sachsen-Altenburg (1601–1675), Tochter von Friedrich Wilhelm I.
Gemäß dem Abkommen mit seinen Brüdern erhielt Herzog Albrecht 1640 den eisenachischen Teilstaat.
Drei Jahre später, am 20. Dezember 1644, starb Herzog Albrecht von Sachsen-Eisenach ohne Nachkommen.